# Barbara Piazza
Barbara Piazza, bürgerlich Barbara Zachary, (* 1945 in Eislingen/Fils) ist eine deutsche Drehbuch- und Buchautorin.

## Leben
Piazza begann 1980 mit dem Schreiben von Drehbüchern. Sie hat unter anderem Forsthaus Falkenau und Lindenstraße entwickelt.
Sie ist verheiratet, lebt in Biberach an der Riß und hat zwei Töchter.

## Filmographie
- 1983: Uta
- 1985: Wochenendgeschichen
- 1985–1987: Lindenstraße (62 Folgen)
- 1987: Tatort: Spiel mit dem Feuer
- 1989: Forsthaus Falkenau
- 1991: Das größte Fest des Jahres – Weihnachten bei unseren Fernsehfamilien
- 1991: Insel der Träume
- 1992: Regina auf den Stufen
- 1993: Donauprinzessin
- 1997: Katrin ist die Beste
- 1999: Kanadische Träume – Eine Familie wandert aus
- 2000: Der Paradiesvogel
- 1995–2001: Alle meine Töchter
- 2001: Jenny & Co.
- 2002: Entscheidung auf Mauritius
- 2003: Herz ohne Krone
- 2003: Mein Mann, mein Leben und du
- 2004: Rosamunde Pilcher: Liebe im Spiel
- 2006: Utta Danella: Eine Liebe im September
- 2011: Die Samenhändlerin

## Bücher
- 1988: Lindenstraße Band 1–3
- 2011: Die Frauen des Pasqualinis
- 2012: Die Tränen der Götter
- 2014: Im Garten der Göttin
- 2020: Goldvogel